# 캐탈
캐탈(katal, 기호: kat)은 촉매 활성에 대한 SI 단위로, 효소나 다른 촉매의 활성에 대한 유도 단위이다.
이 단위의 사용은 국제도량형총회 및 다른 국제 기구에 의해 권장된다. 이것은 SI 단위가 아닌 다른 효소 단위를 대체한다. 하지만, 아직까지 효소 단위는 캐탈에 비해 특히 생화학 분야에서 관습적으로 더 널리 쓰인다.
캐탈은 초당 몰을 나타내며, 단 반응률을 나타내기 위해 사용되지는 않는다. 대신, 이것은 촉매의 속성인 촉매 활성을 나타내는 데에 사용된다. 캐탈은 측정 방법이 달라져도 변하지 않지만, 수치상의 실제 반응량은 실험 조건에 따라 달라진다. 따라서 촉매의 양을 정의하기 위해서는 엄격하게 통제되는 환경 하에서 먼저 정의된 화학 반응의 반응률이 조건으로 제시되는 편이 좋다.
예를 들어, 1 캐탈의 트립신은 정해진 조건 하에서 초당 1몰의 펩티드 결합을 분해하는 트립신의 양이다.

## 정의
{\displaystyle {\textrm {kat}}={\textrm {mol}}/{\textrm {s}}}

## 명명
캐탈이라는 이름이 수십 년간 쓰이다 1999년에 공식적으로 채택되었다.

## SI 배수
| 약수      | 약수 | 약수         |          | 배수  | 배수     | 배수 |
| 값        | 기호 | 이름         | 값       | 기호  | 이름     |      |
| 10–1 kat  | dkat | 데시캐탈     | 101 kat  | dakat | 데카캐탈 |      |
| 10–2 kat  | ckat | 센티캐탈     | 102 kat  | hkat  | 헥토캐탈 |      |
| 10–3 kat  | mkat | 밀리캐탈     | 103 kat  | kkat  | 킬로캐탈 |      |
| 10–6 kat  | µkat | 마이크로캐탈 | 106 kat  | Mkat  | 메가캐탈 |      |
| 10–9 kat  | nkat | 나노캐탈     | 109 kat  | Gkat  | 기가캐탈 |      |
| 10–12 kat | pkat | 피코캐탈     | 1012 kat | Tkat  | 테라캐탈 |      |
| 10–15 kat | fkat | 펨토캐탈     | 1015 kat | Pkat  | 페타캐탈 |      |
| 10–18 kat | akat | 아토캐탈     | 1018 kat | Ekat  | 엑사캐탈 |      |
| 10–21 kat | zkat | 젭토캐탈     | 1021 kat | Zkat  | 제타캐탈 |      |
| 10–24 kat | ykat | 욕토캐탈     | 1024 kat | Ykat  | 요타캐탈 |      |